# Hospital 9 de Julho
O Hospital Nove de Julho é um hospital privado da cidade de São Paulo, Brasil. Controlado pelo Grupo Diagnósticos da América (Dasa), é considerado um dos mais importantes centros de medicina da América Latina.

## História
Fundado em 1955, por Antônio Ganme, João Ganme e Anis Ganme, que adquiriram o antigo Hospital Nossa Senhora da Conceição, na rua Peixoto Gomide, onde está até hoje. O antigo nome foi trocado para 9 de Julho em homenagem à Revolução Constitucionalista, ocorrida em 1932.
Com foco em tratamentos de alta complexidade, em 1970 foi o primeiro hospital privado do Brasil inaugurar uma UTI, o primeiro hospital de São Paulo possuir aparelho de radiografia em 1974 e o primeiro hospital do Brasil a dispor de um tomógrafo de corpo inteiro em 1977.
Os centros de tratamento possuem mais de 50 especialidades. O hospital possui uma área VIP, chamada Espaço H9j Unic, com serviços de hotelaria, chef de cozinha e mordomo. O setor de UTI é equipado com camas controladas por software.
É o único hospital do mundo a conquistar a certificação internacional pela Joint Commission International (JCI) em seu Centro de Oncologia no Programa de Cuidados Clínicos em Transplante de Medula Óssea (TMO).
O Hospital Nove de Julho firmou um acordo com o Laboratório de Tecnologias Avançadas da Microsoft Brasil (ATL) para o desenvolvimento de uma tecnologia capaz de monitorar possíveis situações de risco e aumentar a segurança dos pacientes, um sistema de sensores e processado em tempo real por algoritmos avançados de aprendizado de máquina operando na nuvem para gerar alertas e identificar eventos com relevância médica, tecnologia presente em seus leitos de internação.
É controlado pelo Grupo Diagnósticos da América (Dasa), um dos maiores grupos de medicina privada do mundo. Possui 470 leitos, sendo 102 leitos de UTI e 22 salas cirúrgicas, dentre as quais operando com três robôs Da Vinci.

## Acreditação JCI
O Hospital Nove de Julho possui acreditação JCI, uma das mais importantes certificações do mundo, o que o situa entre os 24 hospitais brasileiros com padrão de excelência.